# 科肖帕 (內布拉斯加州)
科肖帕（英語：Koshopah）是位於美國內布拉斯加州布朗縣的非建制地區。

## 歷史
科肖帕的郵局於1920年設立，其後於1957年停運。

## 地理
科肖帕所處的海拔為高於海平面804米（即2638英呎），而該地所採用的時區為UTC-6，即北美中部时区（CST）。同時該地設有夏令時間，為UTC-6調快一小時，即UTC-5（CDT）。